# Laus holmar
Laus holmar är ett naturreservat som omfattar öarna Skarpholmen, Gräsholmen och Storholmen i Alskogs socken i Region Gotland på Gotland.
Området är naturskyddat sedan 1981 och är 492 hektar stort. Reservatet består av natur som ger ett rikt fågelliv. 